# Пять центов с сидящей Свободой
5 центов с сидящей Свободой — серебряные монеты США номиналом в 5 центов, которые чеканились с 1837 по 1873 годы. Своим названием обязаны изображению на аверсе сидящей женщины, которая символизирует Свободу. Существует несколько разновидностей, которые различаются как аверсом, так и реверсом. За всё время было отчеканено более 85 миллионов экземпляров.

## История
5 центов с изображением сидящей Свободы чеканились продолжительное время с 1837 по 1891 год. Подготовленный гравёром Томасом Салли и модифицированный Кристианом Гобрехтом дизайн аверса был помещён на монетах номиналом в 5, 10, 25, 50 центов, а также на серебряный доллар.
Монета имеет много разновидностей, появление которых было связано с происходившими в то время событиями. Изначально вес монеты составлял 13,36 граммов. После открытия богатых залежей золота в Калифорнии и вызванной этим золотой лихорадки цена серебра возросла. Если ранее стоимость серебра к золоту составляла 1⁄16, то после стала 1⁄15. В результате стоимость серебра в монете стала выше её номинальной стоимости. Вес серебра 2000 5-центовых монет стал эквивалентным не 100, а 106,5 долларов. Это привело к тому, что монеты стали переплавляться, принося прибыль предприимчивым дельцам.
В связи с этим содержание серебра в монете было уменьшено с 1,3 до 1,2 граммов. Для обозначения и соответственно защиты от переплавки монеты должны были содержать отличия от своих предшественников. В 1853 году были отчеканены 5-центовые монеты с двумя стрелками по бокам от года на аверсе. С 1856 монета приобрела первоначальный дизайн, сохранив при этом уменьшенный вес.
12 февраля 1873 года Конгрессом, при активном лоббировании, был принят акт, вошедший в историю как «преступление 73-го», согласно ему вновь было пересмотрено содержание серебра в монетах. После 1873 года 5-центовые монеты стали чеканиться исключительно из никеля, получив в обиходе новое название «никель» (англ. Nickel).
5 центов с сидящей Свободой чеканились на 3 монетных дворах. О происхождении монеты из того или другого монетного двора свидетельствует небольшая буква под изображением на реверсе под надписью «HALF DIME»:
- отсутствует — монетный двор Филадельфии, Пенсильвания
- O — монетный двор Нового Орлеана, Луизиана
- S — монетный двор Сан-Франциско, Калифорния

## Изображение

### Общее для всех разновидностей монеты

#### Аверс
На аверсе монеты изображена сидящая на скале женщина, символизирующая Свободу. В правой руке она держит щит, на котором написано «LIBERTY», а в левой — палку с надетым на неё фригийским колпаком, символом свободы и революции. Женщина одета в тогу. Под изображением Свободы находится год чеканки монеты.
Художником и гравёром была допущена ошибка из-за которой правая рука выглядит непропорционально больше левой.
Изображение Свободы напоминает английский символ «Британия», который изображался на реверсе английских монет. По всей видимости, она и послужила прообразом Свободы, помещённой на целой серии монет США.

#### Реверс
На реверсе монеты в центре располагается обозначение номинала «HALF DIME».

### Разновидности

#### 1837–1838
На аверсе монеты располагается изображение сидящей Свободы. Под ней обозначен год выпуска. По бокам от изображение чистое поле. На реверсе вокруг венка из оливковых ветве полукругом идёт надпись «UNITED STATES OF AMERICA». Данная разновидность монеты встречается на монетах 1837 года, и 1838 выпущенных в Новом Орлеане.

#### 1838–1853
Вокруг изображения сидящей Свободы появляется 13 звёзд. В остальном ни аверс, ни реверс монеты не изменён.

#### 1853–1855
В связи с изменением стоимости серебра, его содержание в монете было уменьшено с 1,3 до 1,2 граммов. Для обозначения и соответственно защиты от переплавки, монеты должны были содержать отличия от своих предшественников. В 1853 году были отчеканены 10-центовые монеты с 2 стрелками по бокам от года на аверсе.

#### 1856–1859
Содержащие большее количество серебра предыдущие разновидности монеты согласно закону Грешема были выведены из обращения. С 1856 года монеты стали чеканиться без стрелочек по сторонам от года. Дизайн этой разновидности повторяет аналогичную монету 1838–1853 годов. Отличие состояло лишь в весе.

#### 1860–1873
На аверсе 13 звёзд были заменены полукруговой надписью «UNITED STATES OF AMERICA». На реверсе монеты изображение венка изменилось. Вместо венка из оливковых ветвей появился венок из пшеницы и кукурузы. Дизайн реверса был подготовлен гравёром Джеймсом Лонгекром. Необходимость изменений в монете стала следствием введения новых технологий в процесс чеканки.

## Тираж
Монеты данного типа чеканились на монетных дворах Филадельфии, Нового Орлеана и Сан-Франциско.
| Год                                   | Отчеканено в Филадельфии     | Отчеканено в Новом Орлеане | Отчеканено в Сан-Франциско |
| ------------------------------------- | ---------------------------- | -------------------------- | -------------------------- |
| 1837                                  | 1 405 000 (около 20)         |                            |                            |
| 1838                                  | 2 255 000 (около 5)          | 70 000                     |                            |
| 1839                                  | 1 069 150 (около 10)         | 1 034 039                  |                            |
| 1840                                  | 1 344 085 (около 10)         | 935 000                    |                            |
| 1841                                  | 1 150 000 (около 10)         | 815 000                    |                            |
| 1842                                  | 815 000 (около 10)           | 350 000                    |                            |
| 1843                                  | 1 165 000 (около 10)         |                            |                            |
| 1844                                  | 430 000 (около 10)           | 220 000                    |                            |
| 1845                                  | 1 564 000 (около 10)         |                            |                            |
| 1846                                  | 27 000 (около 15)            |                            |                            |
| 1847                                  | 1 274 000 (около 15)         |                            |                            |
| 1848                                  | 668 000 (около 10)           | 600 000                    |                            |
| 1849                                  | 1 309 000 (около 10)         | 140 000                    |                            |
| 1850                                  | 955 000 (около 10)           | 690 000                    |                            |
| 1851                                  | 781 000 (около 10)           | 860 000                    |                            |
| 1852                                  | 1 000 500 (около 10)         | 260 000                    |                            |
| 1853 (без стрелочек) (со стрелочками) | 135 000 13 210 020 (около 5) | 160 000 2 200 000          |                            |
| 1854                                  | 5 740 000 (около 20)         | 1 560 000                  |                            |
| 1855                                  | 1 750 000 (около 20)         | 600 000                    |                            |
| 1856                                  | 4 880 000 (около 50)         | 1 100 000                  |                            |
| 1857                                  | 7 280 000 (около 75)         | 1 380 000                  |                            |
| 1858                                  | 3 500 000 (около 125)        | 1 660 000                  |                            |
| 1859                                  | 340 000 (около 800)          | 560 000                    |                            |
| 1860                                  | 799 000 (1000)               | 1 060 000                  |                            |
| 1861                                  | 3 361 000 (1000)             |                            |                            |
| 1862                                  | 1 492 000 (550)              |                            |                            |
| 1863                                  | 18 000 (460)                 |                            | 100 000                    |
| 1864                                  | 48 000 (470)                 |                            | 90 000                     |
| 1865                                  | 13 000 (500)                 |                            | 120 000                    |
| 1866                                  | 10 000 (725)                 |                            | 120 000                    |
| 1867                                  | 8000 (625)                   |                            | 120 000                    |
| 1868                                  | 88 600 (600)                 |                            | 280 000                    |
| 1869                                  | 208 000 (600)                |                            | 230 000                    |
| 1870                                  | 535 000 (1000)               |                            | 1                          |
| 1871                                  | 1 873 000 (960)              |                            | 161 000                    |
| 1872                                  | 2 947 000 (950)              |                            | 837 000                    |
| 1873                                  | 712 000 (600)                |                            | 324 000                    |

(в скобках обозначено количество монет качества пруф)
Суммарный тираж монеты составляет более 85 миллионов экземпляров.